# Prix José-Reis de diffusion scientifique et technologique
Le prix José-Reis de diffusion scientifique et technologique (en portugais : Prêmio José Reis de Divulgação Científica e Tecnológica ou prix José-Reis) est un prix de journalisme brésilien, décerné chaque année à des individus ou organisations qui excellent dans la diffusion scientifique ou technologique au Brésil.
Le prix, qui est remis dès 1978, est organisé par le CNPq. Le nom du prix est à l'honneur du journaliste et scientifique brésilien José Reis, un des pionniers du journalisme scientifique au Brésil.
Renato Marcos Endrizzi Sabbatini, Ernst Wolfgang Hamburger, Virgínia Torres Schall, Marcelo Gleiser, Fabíola Imaculada de Oliveira, Alicia Ivanissevich, Martha San Juan França, Luisa Massarani, Erika Franziska Werneck et Ana Lucia Azevedo sont quelques-uns des lauréats.